# Адам Ротермел
Адам Ротермел (мађ. Rothermel Ádám; Будимпешта, 14. јун 1948) бивши је мађарски фудбалер, репрезентативац и тренер. За клуб и репрезентацију је играо на позицији голмана.

## Каријера

### Клуб
Између 1967. и 1972. бранио је у ФК Бањас из Татабање, где је са тимом 1972. играо у финалу мађарског купа. Између 1974. и 1981. бранио је у тиму Ујпешт Доже. Са Ујпештом је постао троструки шампион и једнократни освајач купа. Године 1982. бранио је у Шалготарјану, а потом је активну фудбалску каријеру завршио у Шорокшару. Бранио је на укупно 208 прволигашких мечева.

### Репрезентација
Између 1970. и 1976. године, у сениорској репрезентацији Мађарске наступио је 13 пута, и једном у олимпијској репрезентацији Мађарске. Године 1972. био је члан тима који је освојио сребрну медаљу на Олимпијским играма у Минхену.

## Достигнућа
Ујпешт
- Прва лига Мађарске у фудбалу: 
  - шампион:1974/75, 1977/78, 1978/79
- Мађарски куп:
  - Победник: 1974/75, 1973/74, 1975/76
  - Финалиста: 1974/75

Мађарска
- Олимпијске игре: 1972 (сребрна медаља)[4]